# Aconitum popovii
Aconitum popovii là một loài thực vật có hoa trong họ Mao lương. Loài này được Steinb. & Schischk. ex Siplivinskii mô tả khoa học đầu tiên năm 1974.